# 2005-ös ifjúsági labdarúgó-világbajnokság
A 2005-ös ifjúsági labdarúgó-világbajnokságot június 10. és július 2.között rendezték Hollandiában. A világbajnokságon 24 csapat vett részt. A tornát az argentin csapat nyerte meg.

## Résztvevők
| Konföderáció                                      | Nemzetek                                                                  |
| ------------------------------------------------- | ------------------------------------------------------------------------- |
| AFC (Ázsia)                                       | Dél-Korea · Japán · Kína · Szíria                                         |
| CAF (Afrika)                                      | Benin · Egyiptom · Marokkó · Nigéria                                      |
| CONCACAF (Észak és Közép-amerikai, Karibi térség) | Egyesült Államok · Honduras · Kanada · Panama                             |
| CONMEBOL (Dél-Amerika)                            | Argentína · Brazília · Chile · Kolumbia                                   |
| OFC (Óceánia)                                     | Ausztrália                                                                |
| UEFA (Európa)                                     | Németország · Olaszország · Spanyolország · Svájc · Törökország · Ukrajna |
| Rendező ország                                    | Hollandia                                                                 |

## Játékvezetők
| Afrika - Coffi Codjia - Esszám Abd el-Fattáh Ázsia - Halíl al-Gamdi - Kvon Dzsongcshol Dél-Amerika - Horacio Elizondo - Jorge Larrionda - Óscar Ruiz | Észak-, Közép-Amerika és a Karibi-térség - Benito Archundia - Rodolfo Siberian Európa - Claus Bo Larsen - Eric Braamhaar - Massimo Busacca - Luis Medina Cantalejo - Terje Hauge Óceánia - Mark Shield |

## Csoportkör
A csoportokból az első két helyezett, illetve a négy legjobb harmadik helyezett jutott tovább a nyolcaddöntőbe. Onnantól egyenes kieséses rendszerben folytatódott a torna.
| Jelmagyarázat |
| --- |
| A csoportok első két helyezettje bejutott az egyenes kieséses szakaszba                                               |
| A csoportok négy legjobb harmadik helyezettje bejutott az egyenes kieséses szakaszba                                  |
| A csoportok két legrosszabb harmadik helyezettjének és a csoportok negyedik helyezettjének véget ért a világbajnokság |

### A csoport
| Csapat     | M | Gy | D | V | G+ | G– | Gk | P |
| ---------- | - | -- | - | - | -- | -- | -- | - |
| Hollandia  | 3 | 3  | 0 | 0 | 6  | 1  | +5 | 9 |
| Japán      | 3 | 0  | 2 | 1 | 3  | 4  | −1 | 2 |
| Benin      | 3 | 0  | 2 | 1 | 2  | 3  | −1 | 2 |
| Ausztrália | 3 | 0  | 2 | 1 | 2  | 5  | −3 | 2 |

| 2005. június 10. 16:00 |

| Benin          | 1–1               | Ausztrália |
| -------------- | ----------------- | ---------- |
| Omotoyossi 32' | (1–0) Jegyzőkönyv | Ward 59'   |

| Parkstad Limburg Stadion, Kerkrade Nézőszám: 4500 Játékvezető: Luis Medina Cantalejo (spanyol) |

| 2005. június 10. 20:00 |

| Hollandia            | 2–1               | Japán        |
| -------------------- | ----------------- | ------------ |
| Afellay 7' Babel 18' | (2–0) Jegyzőkönyv | Hirajama 68' |

| Parkstad Limburg Stadion, Kerkrade Nézőszám: 19 500 Játékvezető: Óscar Ruiz (kolumbiai) |

| 2005. június 15. 17:30 |

| Japán      | 1–1               | Benin     |
| ---------- | ----------------- | --------- |
| Mizuno 65' | (0–1) Jegyzőkönyv | Maïga 37' |

| Parkstad Limburg Stadion, Kerkrade Nézőszám: 12 500 Játékvezető: Claus Bo Larsen (dán) |

| 2005. június 15. 20:30 |

| Ausztrália | 0–3               | Hollandia                           |
| ---------- | ----------------- | ----------------------------------- |
|            | (0–1) Jegyzőkönyv | Maduro 20' Emanuelson 46' Kruys 74' |

| Parkstad Limburg Stadion, Kerkrade Nézőszám: 19 500 Játékvezető: Jong Chul Kwon (dél-koreai) |

| 2005. június 18. 16:00 |

| Japán     | 1–1               | Ausztrália   |
| --------- | ----------------- | ------------ |
| Maeda 87' | (0–0) Jegyzőkönyv | Townsend 75' |

| Parkstad Limburg Stadion, Kerkrade Nézőszám: 2000 Játékvezető: Terje Hauge (norvég) |

| 2005. június 18. 16:00 |

| Hollandia  | 1–0               | Benin |
| ---------- | ----------------- | ----- |
| Maduro 47' | (0–0) Jegyzőkönyv |       |

| Willem II Stadion, Tilburg Nézőszám: 13 700 Játékvezető: Halíl al-Gamdi (Szaúd-arábiai) |

### B csoport
| Csapat      | M | Gy | D | V | G+ | G– | Gk | P |
| ----------- | - | -- | - | - | -- | -- | -- | - |
| Kína        | 3 | 3  | 0 | 0 | 9  | 4  | +5 | 9 |
| Ukrajna     | 3 | 1  | 1 | 1 | 7  | 6  | +1 | 4 |
| Törökország | 3 | 1  | 1 | 1 | 4  | 4  | 0  | 4 |
| Panama      | 3 | 0  | 0 | 3 | 2  | 8  | −6 | 0 |

| 2005. június 11. 17:30 |

| Törökország | 1–2               | Kína               |
| ----------- | ----------------- | ------------------ |
| Gökhan 84'  | (0–1) Jegyzőkönyv | Tan 22' Zhao 90+5' |

| Galgenwaard Stadion, Utrecht Nézőszám: 10 000 Játékvezető: Eric Braamhaar (holland) |

| 2005. június 11. 20:30 |

| Ukrajna                              | 3–1               | Panama               |
| ------------------------------------ | ----------------- | -------------------- |
| Aliev 20' (11-esből) 22' Feschuk 32' | (3–1) Jegyzőkönyv | Arzhanov 26' (öngól) |

| Galgenwaard Stadion, Utrecht Nézőszám: 2500 Játékvezető: Halíl al-Gamdi (Szaúd-arábiai) |

| 2005. június 14. 17:30 |

| Kína                                | 3–2               | Ukrajna                          |
| ----------------------------------- | ----------------- | -------------------------------- |
| Zhu 31' Chen 66' (11-esből) Cui 75' | (1–0) Jegyzőkönyv | Vorobei 19' Aliev 70' (11-esből) |

| Galgenwaard Stadion, Utrecht Nézőszám: 2300 Játékvezető: Rodolfo Siberian (salvadori) |

| 2005. június 15. 20:30 |

| Panama | 0–1               | Törökország |
| ------ | ----------------- | ----------- |
|        | (0–1) Jegyzőkönyv | Gökhan 24'  |

| Galgenwaard Stadion, Utrecht Nézőszám: 6100 Játékvezető: Jorge Larrionda (uruguayi) |

| 2005. június 17. 20:30 |

| Törökország             | 2–2               | Ukrajna      |
| ----------------------- | ----------------- | ------------ |
| Sezer 8' (11-esből) 53' | (1–2) Jegyzőkönyv | Aliev 5' 19' |

| De Vijverberg, Doetinchem Nézőszám: 9500 Játékvezető: Luis Medina Cantalejo (spanyol) |

| 2005. június 17. 20:30 |

| Kína                           | 4–1               | Panama      |
| ------------------------------ | ----------------- | ----------- |
| Zhou 6' Kao 40' Hao 51' Lu 78' | (2–1) Jegyzőkönyv | Venegas 37' |

| Galgenwaard Stadion, Utrecht Nézőszám: 4000 Játékvezető: Esszám Abd el-Fattáh (egyiptomi) |

### C csoport
| Csapat        | M | Gy | D | V | G+ | G– | Gk  | P |
| ------------- | - | -- | - | - | -- | -- | --- | - |
| Spanyolország | 3 | 3  | 0 | 0 | 13 | 1  | +12 | 9 |
| Marokkó       | 3 | 2  | 0 | 1 | 7  | 3  | +4  | 6 |
| Chile         | 3 | 1  | 0 | 2 | 7  | 8  | −1  | 3 |
| Honduras      | 3 | 0  | 0 | 3 | 0  | 15 | −15 | 0 |

| 2005. június 11. 17:30 |

| Spanyolország                       | 3–1               | Marokkó                  |
| ----------------------------------- | ----------------- | ------------------------ |
| Llorente 28' Molinero 51' Silva 71' | (1–0) Jegyzőkönyv | Doulyazal 84' (11-esből) |

| De Vijverberg, Doetinchem Nézőszám: 9863 Játékvezető: Jorge Larrionda (uruguayi) |

| 2005. június 11. 20:30 |

| Honduras | 0–7               | Chile                                                                |
| -------- | ----------------- | -------------------------------------------------------------------- |
|          | (0–2) Jegyzőkönyv | Parada 11' 71' Fuenzalida 30' 53' Fernández 67' Jara 69' Morales 77' |

| De Vijverberg, Doetinchem Nézőszám: 6800 Játékvezető: Massimo Busacca (svájci) |

| 2005. június 14. 17:30 |

| Marokkó                                              | 5–0               | Honduras |
| ---------------------------------------------------- | ----------------- | -------- |
| Iajour 31' 43' Bendamou 55' Benjelloun 81' Chihi 90' | (2–0) Jegyzőkönyv |          |

| De Vijverberg, Doetinchem Nézőszám: 5985 Játékvezető: Halíl al-Gamdi (Szaúd-arábiai) |

| 2005. június 15. 20:30 |

| Chile | 0–7               | Spanyolország                                     |
| ----- | ----------------- | ------------------------------------------------- |
|       | (0–1) Jegyzőkönyv | Llorente 8' 62' 78' 81' Robusté 51' Silva 71' 85' |

| De Vijverberg, Doetinchem Nézőszám: 6600 Játékvezető: Benito Archundia (mexikói) |

| 2005. június 17. 20:30 |

| Spanyolország                   | 3–0               | Honduras |
| ------------------------------- | ----------------- | -------- |
| Soriano 5' Silva 38' Víctor 67' | (2–0) Jegyzőkönyv |          |

| De Vijverberg, Doetinchem Nézőszám: 3000 Játékvezető: Coffi Codjia (benini) |

| 2005. június 17. 20:30 |

| Marokkó      | 1–0               | Chile |
| ------------ | ----------------- | ----- |
| Bendamou 47' | (0–0) Jegyzőkönyv |       |

| Galgenwaard Stadion, Utrecht Nézőszám: 11 000 Játékvezető: Mark Shield (ausztrál) |

### D csoport
| Csapat           | M | Gy | D | V | G+ | G– | Gk | P |
| ---------------- | - | -- | - | - | -- | -- | -- | - |
| Egyesült Államok | 3 | 2  | 1 | 0 | 2  | 0  | +2 | 7 |
| Argentína        | 3 | 2  | 0 | 1 | 3  | 1  | +2 | 6 |
| Németország      | 3 | 1  | 1 | 1 | 2  | 1  | +1 | 4 |
| Egyiptom         | 3 | 0  | 0 | 3 | 0  | 5  | −5 | 0 |

| 2005. június 11. 17:30 |

| Argentína | 0–1               | Egyesült Államok |
| --------- | ----------------- | ---------------- |
|           | (0–1) Jegyzőkönyv | Barrett 39'      |

| Arke Stadion, Enschede Nézőszám: 10 500 Játékvezető: Terje Hauge (norvég) |

| 2005. június 11. 20:30 |

| Németország           | 2–0               | Egyiptom |
| --------------------- | ----------------- | -------- |
| Adler 75' Matip 90+3' | (0–0) Jegyzőkönyv |          |

| Arke Stadion, Enschede Nézőszám: 10 500 Játékvezető: Rodolfo Siberian (salvadori) |

| 2005. június 14. 17:30 |

| Egyiptom | 0–2               | Argentína                |
| -------- | ----------------- | ------------------------ |
|          | (0–0) Jegyzőkönyv | Messi 47' Zabaleta 90+1' |

| Arke Stadion, Enschede Nézőszám: 8500 Játékvezető: Massimo Busacca (svájci) |

| 2005. június 15. 20:30 |

| Egyesült Államok | 0–0         | Németország |
| ---------------- | ----------- | ----------- |
|                  | Jegyzőkönyv |             |

| Arke Stadion, Enschede Nézőszám: 10 350 Játékvezető: Óscar Ruiz (kolumbiai) |

| 2005. június 18. 13:30 |

| Argentína   | 1–0               | Németország |
| ----------- | ----------------- | ----------- |
| Cardozo 43' | (1–0) Jegyzőkönyv |             |

| Univé Stadion, Emmen Nézőszám: 8600 Játékvezető: Benito Archundia (mexikói) |

| 2005. június 18. 13:30 |

| Egyesült Államok | 1–0               | Egyiptom |
| ---------------- | ----------------- | -------- |
| Peterson 56'     | (0–0) Jegyzőkönyv |          |

| Arke Stadion, Enschede Nézőszám: 7600 Játékvezető: Jong Chul Kwon (dél-koreai) |

### E csoport
| Csapat      | M | Gy | D | V | G+ | G– | Gk | P |
| ----------- | - | -- | - | - | -- | -- | -- | - |
| Kolumbia    | 3 | 3  | 0 | 0 | 6  | 0  | +6 | 9 |
| Szíria      | 3 | 1  | 1 | 1 | 3  | 4  | −1 | 4 |
| Olaszország | 3 | 1  | 0 | 2 | 5  | 5  | 0  | 3 |
| Kanada      | 3 | 0  | 1 | 2 | 2  | 7  | −5 | 1 |

| 2005. június 12. 17:30 |

| Kolumbia                  | 2–0               | Olaszország |
| ------------------------- | ----------------- | ----------- |
| Rentería 76' Guarín 90+3' | (0–0) Jegyzőkönyv |             |

| Willem II Stadion, Tilburg Nézőszám: 7000 Játékvezető: Mark Shield (ausztrál) |

| 2005. június 12. 20:30 |

| Szíria    | 1–1               | Kanada     |
| --------- | ----------------- | ---------- |
| Al-Haj 2' | (1–1) Jegyzőkönyv | Peters 31' |

| Willem II Stadion, Tilburg Nézőszám: 3500 Játékvezető: Claus Bo Larsen (dán) |

| 2005. június 15. 17:30 |

| Kanada | 0–2               | Kolumbia              |
| ------ | ----------------- | --------------------- |
|        | (0–0) Jegyzőkönyv | Falcao 81' Guarín 88' |

| Willem II Stadion, Tilburg Nézőszám: 6500 Játékvezető: Esszám Abd el-Fattáh (egyiptomi) |

| 2005. június 15. 20:30 |

| Olaszország | 1–2               | Szíria                       |
| ----------- | ----------------- | ---------------------------- |
| Coda 69'    | (0–1) Jegyzőkönyv | Al-Hussain 37' Al-Hamawi 73' |

| Willem II Stadion, Tilburg Nézőszám: 2500 Játékvezető: Horacio Elizondo (argentin) |

| 2005. június 18. 13:30 |

| Olaszország                               | 4–1               | Kanada      |
| ----------------------------------------- | ----------------- | ----------- |
| Pellè 23' 68' Galloppa 47' de Martino 90' | (1–0) Jegyzőkönyv | de Jong 49' |

| Parkstad Limburg Stadion, Kerkrade Nézőszám: 2000 Játékvezető: Jorge Larrionda (uruguayi) |

| 2005. június 18. 16:00 |

| Kolumbia                 | 2–0               | Szíria |
| ------------------------ | ----------------- | ------ |
| Rodallega 62' Falcao 90' | (0–0) Jegyzőkönyv |        |

| Willem II Stadion, Tilburg Nézőszám: 11 000 Játékvezető: Massimo Busacca (svájci) |

### F csoport
| Csapat    | M | Gy | D | V | G+ | G– | Gk | P |
| --------- | - | -- | - | - | -- | -- | -- | - |
| Brazília  | 3 | 2  | 1 | 0 | 3  | 0  | +3 | 7 |
| Nigéria   | 3 | 1  | 1 | 1 | 4  | 2  | +2 | 4 |
| Dél-Korea | 3 | 1  | 0 | 2 | 3  | 5  | −2 | 3 |
| Svájc     | 3 | 1  | 0 | 2 | 2  | 5  | −3 | 3 |

| 2005. június 12. 17:30 |

| Brazília | 0–0         | Nigéria |
| -------- | ----------- | ------- |
|          | Jegyzőkönyv |         |

| Univé Stadion, Emmen Nézőszám: 8500 Játékvezető: Luis Medina Cantalejo (spanyol) |

| 2005. június 12. 20:30 |

| Dél-Korea | 1–2               | Svájc                    |
| --------- | ----------------- | ------------------------ |
| Shin 25'  | (1–2) Jegyzőkönyv | Antić 28' Vonlanthen 33' |

| Univé Stadion, Emmen Nézőszám: 8000 Játékvezető: Coffi Codjia (benini) |

| 2005. június 15. 17:30 |

| Svájc | 0–1               | Brazília      |
| ----- | ----------------- | ------------- |
|       | (0–1) Jegyzőkönyv | Gladstone 14' |

| Univé Stadion, Emmen Nézőszám: 8200 Játékvezető: Mark Shield (ausztrál) |

| 2005. június 15. 20:30 |

| Nigéria  | 1–2               | Dél-Korea           |
| -------- | ----------------- | ------------------- |
| Abwo 18' | (1–0) Jegyzőkönyv | Park 89' Baek 90+2' |

| Univé Stadion, Emmen Nézőszám: 8500 Játékvezető: Terje Hauge (norvég) |

| 2005. június 18. 16:00 |

| Brazília                   | 2–0               | Dél-Korea |
| -------------------------- | ----------------- | --------- |
| Renato 9' Rafael Sóbis 57' | (1–0) Jegyzőkönyv |           |

| Parkstad Limburg Stadion, Kerkrade Nézőszám: 8600 Játékvezető: Claus Bo Larsen (dán) |

| 2005. június 18. 16:00 |

| Nigéria                                     | 3–0               | Svájc |
| ------------------------------------------- | ----------------- | ----- |
| Ogbuke 49' Mikel 59' (11-esből) Promise 85' | (0–0) Jegyzőkönyv |       |

| Arke Stadion, Enschede Nézőszám: 8000 Játékvezető: Óscar Ruiz (kolumbiai) |

### Harmadik helyezett csapatok sorrendje
| Jelmagyarázat                                                                        |
| ------------------------------------------------------------------------------------ |
| A csoportok négy legjobb harmadik helyezettje bejutott az egyenes kieséses szakaszba |
| A csoportok két legrosszabb harmadik helyezettje kiesett                             |

| Csoport | Csapat      | M | Gy | D | V | G+ | G– | Gk | P |
| ------- | ----------- | - | -- | - | - | -- | -- | -- | - |
| D       | Németország | 3 | 1  | 1 | 1 | 2  | 1  | +1 | 4 |
| B       | Törökország | 3 | 1  | 1 | 1 | 4  | 4  | 0  | 4 |
| E       | Olaszország | 3 | 1  | 0 | 2 | 5  | 5  | 0  | 3 |
| C       | Chile       | 3 | 1  | 0 | 2 | 7  | 8  | −1 | 3 |
| F       | Dél-Korea   | 3 | 1  | 0 | 2 | 3  | 5  | −2 | 3 |
| A       | Benin       | 3 | 0  | 2 | 1 | 2  | 3  | −1 | 2 |

## Egyenes kieséses szakasz
|  |                         |                  |                       |                      |                       |                       |                       |               |               |               |                     |                     |                     |  |  |       |       |       |
|  | Nyolcaddöntők           | Nyolcaddöntők    | Nyolcaddöntők         |                      |                       | Negyeddöntők          | Negyeddöntők          | Negyeddöntők  |               |               | Elődöntők           | Elődöntők           | Elődöntők           |  |  | Döntő | Döntő | Döntő |
|  | Nyolcaddöntők           | Nyolcaddöntők    | Nyolcaddöntők         |                      |                       | Negyeddöntők          | Negyeddöntők          | Negyeddöntők  |               |               | Elődöntők           | Elődöntők           | Elődöntők           |  |  | Döntő | Döntő | Döntő |
|  | június 21. – Tilburg    |                  |                       |                      |                       |                       |                       |               |               |               |                     |                     |                     |  |  |       |       |       |
|  |                         |                  |                       |                      |                       |                       |                       |               |               |               |                     |                     |                     |  |  |       |       |       |
|  | B1                      | Kína             | 2                     |                      |                       |                       |                       |               |               |               |                     |                     |                     |  |  |       |       |       |
|  | B1                      | Kína             | 2                     | június 24. – Tilburg |                       |                       |                       |               |               |               |                     |                     |                     |  |  |       |       |       |
|  | ACD3                    | Németország      | 3                     |                      |                       |                       |                       |               |               |               |                     |                     |                     |  |  |       |       |       |
|  | ACD3                    | Németország      | 3                     |                      |                       | Németország           | Németország           | 1             |               |               |                     |                     |                     |  |  |       |       |       |
|  | június 21. – Tilburg    |                  |                       |                      |                       | Németország           | Németország           | 1             |               |               |                     |                     |                     |  |  |       |       |       |
|  |                         |                  | Brazília              | Brazília             | 2                     |                       |                       |               |               |               |                     |                     |                     |  |  |       |       |       |
|  | F1                      | Brazília         | Brazília              | Brazília             | 2                     | 1                     |                       |               |               |               |                     |                     |                     |  |  |       |       |       |
|  | F1                      | Brazília         |                       |                      |                       | 1                     | június 28. – Utrecht  |               |               |               |                     |                     |                     |  |  |       |       |       |
|  | E2                      | Szíria           | 0                     |                      |                       |                       |                       |               |               |               |                     |                     |                     |  |  |       |       |       |
|  | E2                      | Szíria           | 0                     |                      |                       | Brazília              | Brazília              | 1             |               |               |                     |                     |                     |  |  |       |       |       |
|  | június 22. – Emmen      |                  |                       |                      |                       | Brazília              | Brazília              | 1             |               |               |                     |                     |                     |  |  |       |       |       |
|  |                         |                  | Argentína             | Argentína            | 2                     |                       |                       |               |               |               |                     |                     |                     |  |  |       |       |       |
|  | E1                      | Kolumbia         | Argentína             | Argentína            | 2                     | 1                     |                       |               |               |               |                     |                     |                     |  |  |       |       |       |
|  | E1                      | Kolumbia         | június 25. – Enschede |                      |                       | 1                     |                       |               |               |               |                     |                     |                     |  |  |       |       |       |
|  | D2                      | Argentína        | 2                     |                      |                       |                       |                       |               |               |               |                     |                     |                     |  |  |       |       |       |
|  | D2                      | Argentína        | 2                     |                      |                       | Argentína             | Argentína             | 3             |               |               |                     |                     |                     |  |  |       |       |       |
|  | június 22. – Emmen      |                  |                       |                      |                       | Argentína             | Argentína             | 3             |               |               |                     |                     |                     |  |  |       |       |       |
|  |                         |                  | Spanyolország         | Spanyolország        | 1                     |                       |                       |               |               |               |                     |                     |                     |  |  |       |       |       |
|  | C1                      | Spanyolország    | Spanyolország         | Spanyolország        | 1                     | 3                     |                       |               |               |               |                     |                     |                     |  |  |       |       |       |
|  | C1                      | Spanyolország    |                       |                      |                       | 3                     | július 2. – Utrecht   |               |               |               |                     |                     |                     |  |  |       |       |       |
|  | ABF3                    | Törökország      | 0                     |                      |                       |                       |                       |               |               |               |                     |                     |                     |  |  |       |       |       |
|  | ABF3                    | Törökország      | 0                     |                      |                       | Argentína             | Argentína             | 2             |               |               |                     |                     |                     |  |  |       |       |       |
|  | június 21. – Enschede   |                  |                       |                      |                       | Argentína             | Argentína             | 2             |               |               |                     |                     |                     |  |  |       |       |       |
|  |                         |                  | Nigéria               | Nigéria              | 1                     |                       |                       |               |               |               |                     |                     |                     |  |  |       |       |       |
|  | C2                      | Marokkó          | Nigéria               | Nigéria              | 1                     | 1                     |                       |               |               |               |                     |                     |                     |  |  |       |       |       |
|  | C2                      | Marokkó          | június 24. – Utrecht  |                      |                       | 1                     |                       |               |               |               |                     |                     |                     |  |  |       |       |       |
|  | A2                      | Japán            | 0                     |                      |                       |                       |                       |               |               |               |                     |                     |                     |  |  |       |       |       |
|  | A2                      | Japán            | 0                     |                      |                       | Marokkó               | Marokkó               | 2 (4)         |               |               |                     |                     |                     |  |  |       |       |       |
|  | június 21. – Enschede   |                  |                       |                      |                       | Marokkó               | Marokkó               | 2 (4)         |               |               |                     |                     |                     |  |  |       |       |       |
|  |                         |                  | Olaszország           | Olaszország          | 2 (2)                 |                       |                       |               |               |               |                     |                     |                     |  |  |       |       |       |
|  | D1                      | Egyesült Államok | Olaszország           | Olaszország          | 2 (2)                 | 1                     |                       |               |               |               |                     |                     |                     |  |  |       |       |       |
|  | D1                      | Egyesült Államok |                       |                      |                       | 1                     | június 28. – Kerkrade |               |               |               |                     |                     |                     |  |  |       |       |       |
|  | BEF3                    | Olaszország      | 3                     |                      |                       |                       |                       |               |               |               |                     |                     |                     |  |  |       |       |       |
|  | BEF3                    | Olaszország      | 3                     |                      |                       | Marokkó               | Marokkó               | 0             |               |               |                     |                     |                     |  |  |       |       |       |
|  | június 22. – Doetinchem |                  |                       |                      |                       | Marokkó               | Marokkó               | 0             |               |               |                     |                     |                     |  |  |       |       |       |
|  |                         |                  | Nigéria               | Nigéria              | 3                     |                       |                       | Bronzmérkőzés | Bronzmérkőzés | Bronzmérkőzés |                     |                     |                     |  |  |       |       |       |
|  | F2                      | Nigéria          | Nigéria               | Nigéria              | 3                     | 1                     |                       |               |               | Bronzmérkőzés |                     |                     |                     |  |  |       |       |       |
|  | F2                      | Nigéria          |                       |                      | június 25. – Kerkrade | június 25. – Kerkrade | június 25. – Kerkrade |               |               |               | július 2. – Utrecht | július 2. – Utrecht | július 2. – Utrecht |  |  |       |       |       |
|  | B2                      | Ukrajna          | 0                     |                      | június 25. – Kerkrade | június 25. – Kerkrade | június 25. – Kerkrade |               |               |               | július 2. – Utrecht | július 2. – Utrecht | július 2. – Utrecht |  |  |       |       |       |
|  | B2                      | Ukrajna          | 0                     |                      |                       | Nigéria               | Nigéria               | 1 (10)        | Brazília      | Brazília      | 2                   |                     |                     |  |  |       |       |       |
|  | június 22. – Doetinchem |                  |                       |                      |                       | Nigéria               | Nigéria               | 1 (10)        | Brazília      | Brazília      | 2                   |                     |                     |  |  |       |       |       |
|  |                         |                  | Hollandia             | Hollandia            | 1 (09)                |                       |                       | Marokkó       | Marokkó       | 1             |                     |                     |                     |  |  |       |       |       |
|  | A1                      | Hollandia        | Hollandia             | Hollandia            | 1 (09)                | 3                     |                       | Marokkó       | Marokkó       | 1             |                     |                     |                     |  |  |       |       |       |
|  | A1                      | Hollandia        |                       |                      |                       |                       |                       |               |               |               |                     |                     |                     |  |  |       |       |       |
|  | CDE3                    | Chile            | 0                     |                      |                       |                       |                       |               |               |               |                     |                     |                     |  |  |       |       |       |
|  | CDE3                    | Chile            | 0                     |                      |                       |                       |                       |               |               |               |                     |                     |                     |  |  |       |       |       |

### Nyolcaddöntők
| 2005. június 21. 17:30 |

| Egyesült Államok       | 1–3               | Olaszország                                 |
| ---------------------- | ----------------- | ------------------------------------------- |
| Freeman 44' (11-esből) | (1–0) Jegyzőkönyv | Galloppa 54' Pellè 62' Kljestan 75' (öngól) |

| Arke Stadion, Enschede Nézőszám: 7000 Játékvezető: Esszám Abd el-Fattáh (egyiptomi) |

| 2005. június 21. 20:30 |

| Marokkó      | 1–0               | Japán |
| ------------ | ----------------- | ----- |
| Iajour 90+2' | (0–0) Jegyzőkönyv |       |

| Arke Stadion, Enschede Nézőszám: 11 800 Játékvezető: Massimo Busacca (svájci) |

| 2005. június 21. 17:30 |

| Kína                   | 2–3               | Németország                    |
| ---------------------- | ----------------- | ------------------------------ |
| Chen 4' 20' (11-esből) | (2–2) Jegyzőkönyv | Gentner 5' Adler 30' Matip 89' |

| Willem II Stadion, Tilburg Nézőszám: 9000 Játékvezető: Horacio Elizondo (argentin) |

| 2005. június 21. 20:30 |

| Brazília               | 1–0               | Szíria |
| ---------------------- | ----------------- | ------ |
| Rafinha 43' (11-esből) | (1–0) Jegyzőkönyv |        |

| Willem II Stadion, Tilburg Nézőszám: 11 000 Játékvezető: Benito Archundia (mexikói) |

| 2005. június 22. 17:30 |

| Nigéria   | 1–0               | Ukrajna |
| --------- | ----------------- | ------- |
| Taiwo 80' | (0–0) Jegyzőkönyv |         |

| De Vijverberg, Doetinchem Nézőszám: 9600 Játékvezető: Jong Chul Kwon (dél-koreai) |

| 2005. június 22. 20:30 |

| Hollandia                          | 3–0               | Chile |
| ---------------------------------- | ----------------- | ----- |
| Babel 3' Owusu-Abeyie 73' John 80' | (1–0) Jegyzőkönyv |       |

| De Vijverberg, Doetinchem Nézőszám: 9600 Játékvezető: Rodolfo Siberian (salvadori) |

| 2005. június 22. 17:30 |

| Kolumbia     | 1–2               | Argentína               |
| ------------ | ----------------- | ----------------------- |
| Otálvaro 52' | (0–0) Jegyzőkönyv | Messi 58' Barroso 90+3' |

| Univé Stadion, Emmen Nézőszám: 8400 Játékvezető: Claus Bo Larsen (dán) |

| 2005. június 22. 20:30 |

| Spanyolország                | 3–0               | Törökország |
| ---------------------------- | ----------------- | ----------- |
| Juanfran 28' 36' Robusté 69' | (2–0) Jegyzőkönyv |             |

| Univé Stadion, Emmen Nézőszám: 8400 Játékvezető: Terje Hauge (norvég) |

### Negyeddöntők
| 2005. június 24. 17:30 |

| Marokkó                                  | 2–2                         | Olaszország                    |
| ---------------------------------------- | --------------------------- | ------------------------------ |
| El-Zhar 26' Battaglia 93' (öngól)        | (1–0, 1–1, 2–1) Jegyzőkönyv | Canini 74' Pellè 112'          |
| Büntetőpárbaj                            |                             |                                |
| Rabeh Doulyazal Iajour El-Amrani El-Zhar | 4–2                         | Galloppa Agnelli Pellè Carotti |

| Galgenwaard Stadion, Utrecht Nézőszám: 20 000 Játékvezető: Jong Chul Kwon (dél-koreai) |

| 2005. június 21. 20:30 |

| Németország | 1–2                         | Brazília                 |
| ----------- | --------------------------- | ------------------------ |
| Huber 68'   | (0–0, 1–1, 1–2) Jegyzőkönyv | Tardelli 82' Rafinha 99' |

| Willem II Stadion, Tilburg Nézőszám: 10 000 Játékvezető: Mark Shield (ausztrál) |

| 2005. június 24. 15:30 |

| Nigéria                                                                             | 1–1                         | Hollandia                                                                           |
| ----------------------------------------------------------------------------------- | --------------------------- | ----------------------------------------------------------------------------------- |
| Owoeri 1'                                                                           | (1–0, 1–1, 1–1) Jegyzőkönyv | Vlaar 46'                                                                           |
| Büntetőpárbaj                                                                       |                             |                                                                                     |
| Taiwo Sambo Adefemi Atulewa Promise Adedeji Mikel Apam Kaita Adeleye Vanzekin Taiwo | 10–9                        | John Babel Vlaar Kruys Maduro Zuiverloon Drost Vincken Otten Tiendalli Vermeer John |

| Parkstad Limburg Stadion, Kerkrade Nézőszám: 19 500 Játékvezető: Horacio Elizondo (argentin) |

| 2005. június 24. 20:30 |

| Argentína                          | 3–1               | Spanyolország |
| ---------------------------------- | ----------------- | ------------- |
| Zabaleta 19' Oberman 71' Messi 73' | (1–1) Jegyzőkönyv | Zapater 32'   |

| Arke Stadion, Enschede Nézőszám: 11 200 Játékvezető: Benito Archundia (mexikói) |

### Elődöntők
| 2005. június 28. 17:30 |

| Brazília   | 1–2               | Argentína               |
| ---------- | ----------------- | ----------------------- |
| Renato 75' | (0–1) Jegyzőkönyv | Messi 7' Zabaleta 90+3' |

| Galgenwaard Stadion, Utrecht Nézőszám: 16 500 Játékvezető: Massimo Busacca (svájci) |

| 2005. június 28. 20:30 |

| Marokkó | 0–3               | Nigéria                          |
| ------- | ----------------- | -------------------------------- |
|         | (0–1) Jegyzőkönyv | Taiwo 34' Adefemi 70' Ogbuke 75' |

| Parkstad Limburg Stadion, Kerkrade Nézőszám: 17 000 Játékvezető: Jorge Larrionda (uruguayi) |

### Bronzmérkőzés
| 2005. július 2. 17:00 |

| Brazília                        | 2–1               | Marokkó              |
| ------------------------------- | ----------------- | -------------------- |
| Fábio Santos 88' Edcarlos 90+1' | (0–0) Jegyzőkönyv | Edcarlos 47' (öngól) |

| Galgenwaard Stadion, Utrecht Nézőszám: 20 000 Játékvezető: Luis Medina Cantalejo (spanyol) |

### Döntő
| 2005. július 2. 20:00 |

| Argentína                           | 2–1               | Nigéria    |
| ----------------------------------- | ----------------- | ---------- |
| Messi 40' (11-esből) 75' (11-esből) | (1–0) Jegyzőkönyv | Ogbuke 53' |

| Galgenwaard Stadion, Utrecht Nézőszám: 24 500 Játékvezető: Terje Hauge (norvég) |

## Díjak
| A 2005-ös ifjúsági labdarúgó-világbajnokság győztese |
| ---------------------------------------------------- |
| · Argentína · 5. cím                                 |

| 2. helyezett | 3. helyezett | 4. helyezett |
| ------------ | ------------ | ------------ |
| Nigéria      | Brazília     | Marokkó      |

| Golden Shoe  | Golden Ball  | FIFA Fair Play Díj |
| ------------ | ------------ | ------------------ |
| Lionel Messi | Lionel Messi | Kolumbia           |

## Gólszerzők
| 6 gólos - Lionel Messi 5 gólos - Fernando Llorente - Oleksandr Aliev 4 gólos - Graziano Pellè - David Silva 3 gólos - Pablo Zabaleta - Chen Tao - Mouhcine Iajour - Chinedu Ogbuke 2 gólos - Rafinha - Renato - José Fuenzalida - Ricardo Parada - Ryan Babel - Hedwiges Maduro - Radamel Falcao - Freddy Guarín - Tarik Bendamou - Nicky Adler - Marvin Matip - Taye Taiwo - Daniele Galloppa - Juanfran - Robusté - Gokhan Gulec - Sezer Öztürk | 1 gólos - Julio Barroso - Neri Cardozo - Gustavo Oberman - Ryan Townsend - Nick Ward - Abou Maiga - Razak Omotoyossi - Diego - Edcarlos - Gladstone - Fábio Santos - Rafael Sobis - Matías Fernández - Gonzalo Jara - Pedro Morales - Baek Ji-Hoon - Park Chu-Young - Shin Young-Rok - Chad Barrett - Hunter Freeman - Jacob Peterson - Quincy Owusu-Abeyie - Ibrahim Afellay - Urby Emanuelson - Collins John - Rick Kruys - Ron Vlaar - Hirajama Szóta - Maeda Sunszuke - Mizuno Kóki - Marcel de Jong - Jaime Peters - Cui Peng - Hao Junmin - Kao Lin - Lu Lin - Tan Wangsong - Zhao Xuri | 1 gólos (folytatás) - Zhou Haibin - Zhu Ting - Harrison Otálvaro - Wason Renteria - Hugo Rodallega - Abdessalam Benjelloun - Adil Chihi - Reda Doulyazal - Nabil El Zhar - Christian Gentner - Alexander Huber - Michele Canini - Andrea Coda - Raffaele De Martino - David Abwo - Olubayo Adefemi - Isaac Promise - John Obi Mikel - John Owoeri - Jose Venegas - Jona - Molinero - Víctor - Alberto Zapater - Goran Antic - Johan Vonlanthen - Majed Al Haj - Mohamad Al Hamawi - Abdelrazaq Al Hussain - Maxym Feschuk - Dmytro Vorobei 1 öngólos - Edcarlos ( Marokkó ellen) - Sacha Kljestan ( Olaszország ellen) - Francesco Battaglia ( Marokkó ellen) - Volodymyr Arzhanov ( Panama ellen) |

## Végeredmény
Az első négy helyezett utáni sorrend nem tekinthető hivatalosnak, mivel ezekért a helyekért nem játszottak mérkőzéseket. Ezért e helyezések meghatározásához az alábbiak lettek figyelembe véve:
1. több szerzett pont (a 11-esekkel eldöntött találkozók a hosszabbítást követő eredménnyel, döntetlenként vannak feltüntetve)
2. jobb gólkülönbség
3. több szerzett gól

A hazai csapat eltérő háttérszínnel kiemelve.
| Helyezés | Nemzet           | M | Gy | D | V | G+ | G– | Gk  | P  |
| -------- | ---------------- | - | -- | - | - | -- | -- | --- | -- |
| Arany    | Argentína        | 7 | 6  | 0 | 1 | 12 | 5  | +7  | 18 |
| Ezüst    | Nigéria          | 7 | 3  | 2 | 2 | 10 | 5  | +5  | 11 |
| Bronz    | Brazília         | 7 | 5  | 1 | 1 | 9  | 4  | +5  | 16 |
| 4.       | Marokkó          | 7 | 3  | 1 | 3 | 11 | 10 | +1  | 10 |
|          |                  |   |    |   |   |    |    |     |    |
| 5.       | Hollandia        | 5 | 4  | 1 | 0 | 10 | 2  | +8  | 13 |
| 6.       | Spanyolország    | 5 | 4  | 0 | 1 | 17 | 4  | +13 | 12 |
| 7.       | Olaszország      | 5 | 2  | 1 | 2 | 10 | 8  | +2  | 7  |
| 8.       | Németország      | 5 | 2  | 1 | 2 | 6  | 5  | +1  | 7  |
|          |                  |   |    |   |   |    |    |     |    |
| 9.       | Kolumbia         | 4 | 3  | 0 | 1 | 7  | 2  | +5  | 9  |
| 10.      | Kína             | 4 | 3  | 0 | 1 | 11 | 7  | +4  | 9  |
| 11.      | Egyesült Államok | 4 | 2  | 1 | 1 | 3  | 3  | 0   | 7  |
| 12.      | Ukrajna          | 4 | 1  | 1 | 2 | 7  | 7  | 0   | 4  |
| 13.      | Szíria           | 4 | 1  | 1 | 2 | 3  | 5  | −2  | 4  |
| 14.      | Törökország      | 4 | 1  | 1 | 2 | 4  | 7  | −3  | 4  |
| 15.      | Chile            | 4 | 1  | 0 | 3 | 7  | 11 | −4  | 3  |
| 16.      | Japán            | 4 | 0  | 2 | 2 | 3  | 5  | −2  | 2  |
|          |                  |   |    |   |   |    |    |     |    |
| 17.      | Dél-Korea        | 3 | 1  | 0 | 2 | 3  | 5  | −2  | 3  |
| 18.      | Svájc            | 3 | 1  | 0 | 2 | 2  | 5  | −3  | 3  |
| 19.      | Benin            | 3 | 0  | 2 | 1 | 2  | 3  | −1  | 2  |
| 20.      | Ausztrália       | 3 | 0  | 2 | 1 | 2  | 5  | −3  | 2  |
| 21.      | Kanada           | 3 | 0  | 1 | 2 | 2  | 7  | −5  | 1  |
| 22.      | Egyiptom         | 3 | 0  | 0 | 3 | 0  | 5  | −5  | 0  |
| 23.      | Panama           | 3 | 0  | 0 | 3 | 2  | 8  | −6  | 0  |
| 24.      | Honduras         | 3 | 0  | 0 | 3 | 0  | 15 | −15 | 0  |